# Kira (Cypr)
Kira (gr. Κυρά, tur. Mevlevi) – wieś na Cyprze, w dystrykcie Nikozja.